# Giải quần vợt Pháp Mở rộng 2025
Giải quần vợt Pháp Mở rộng 2025 (tên gọi khác: Roland Garros 2025) là một trong 4 giải Grand Slam (major) thường niên, diễn ra tại Paris (Pháp). Đây là giải Grand Slam duy nhất diễn ra trên sân đất nện.
Năm nay, giải được tổ chức từ ngày 25/05/2025 đến ngày 08/06/2025, bao gồm các nội dung đơn, đôi, đôi nam nữ, trẻ và xe lăn.
Carlos Alcaraz là đương kim vô địch ở nội dung đơn nam, sau đó tay vợt này đã bảo vệ thành công danh hiệu với chiến thắng kịch tích trước tay vợt số 1 thế giới Jannik Sinner trong trận chung kết. Đây là danh hiệu Roland Garros thứ hai và là danh hiệu Grand Slam thứ 5 của Alcaraz.
Ở nội dung đơn nữ, Coco Gauff đã xuất sắc đánh bại tay vợt số 1 thế giới Aryna Sabalenka trong trận chung kết, để lần đầu tiên đăng quang tại Paris. Iga Świątek với 3 lần vô địch liên tiếp đã thất bại trong hành trình bảo vệ ngôi hậu, sau khi thua Sabalenka ở bán kết.
Đây là lần thứ 124 giải đấu được diễn ra và là giải Grand Slam thứ hai trong năm 2025 (sau Úc Mở rộng). Có 128 tay vợt tranh tài tại nội dung đơn nam và đơn nữ.

## Giải đấu

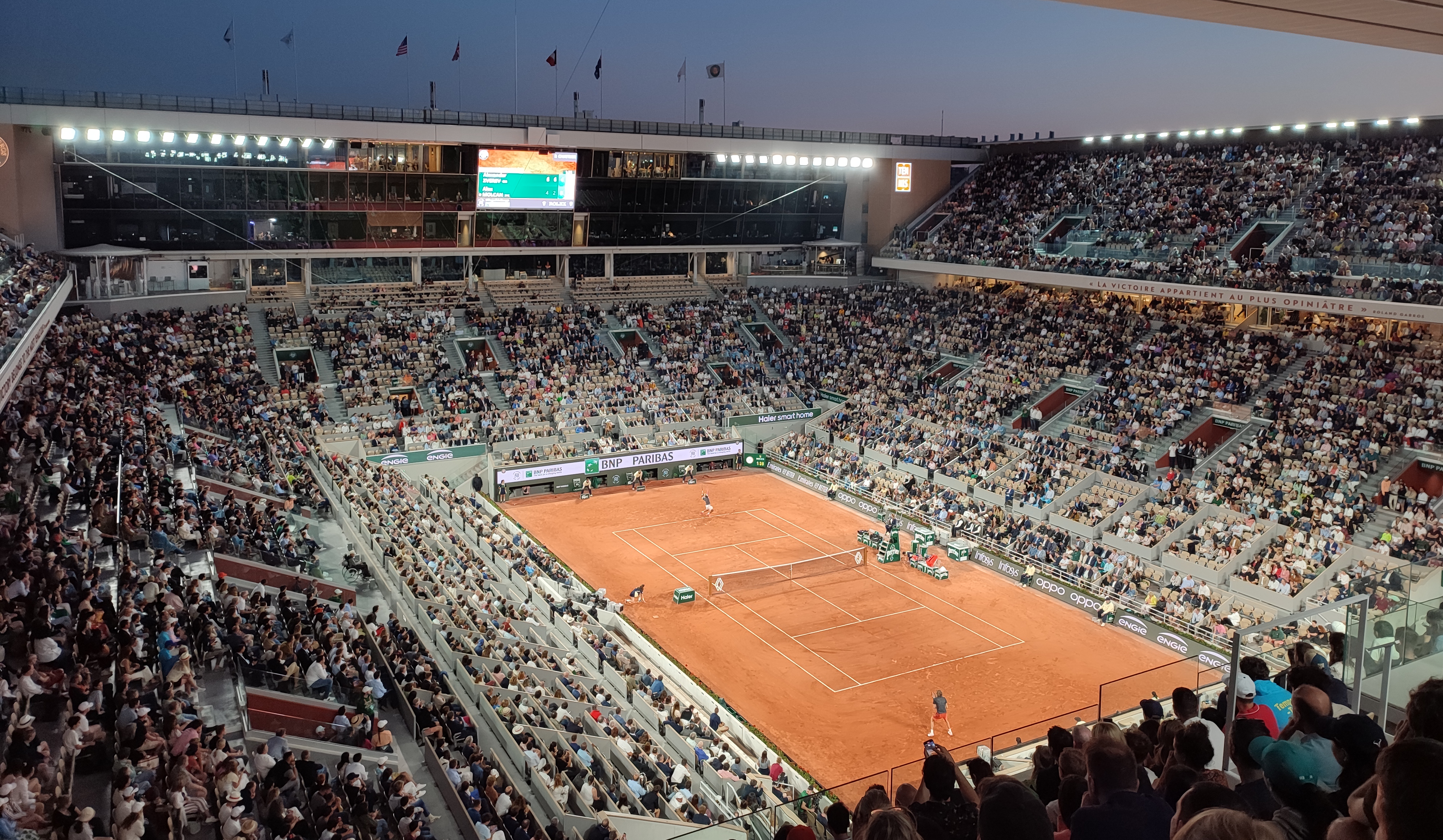
Sân Philippe Chatrier năm 2023, nơi diễn ra trận chung kết Pháp Mở rộng.

Sau 12 năm (kể từ Mỹ Mở rộng 2013), hai trận chung kết Grand Slam ở nội dung đơn nam và đơn nữ là cuộc tranh tài giữa tay vợt số 1 và số 2 thế giới, trong đó cả hai tay vợt số 2 thế giới đều giành chiến thắng. Còn tại Pháp Mở rộng, đã 41 năm rồi điều trên mới xảy ra.
Ngoài ra, trận chung kết đơn nam của giải còn đánh dấu một cột mốc mới: Lần đầu tiên hai tay vợt thuộc thế hệ 10x (sinh vào thập niên 2000) đối đầu với nhau để tranh chức vô địch. Điều tương tự suýt xảy ra ở nội dung đơn nữ, khi Świątek đã đưa trận bán kết với Sabalenka vào đến set quyết định (set 3), nhưng lại thua trắng (0–6) ở set này.
Với 5 giờ 29 phút tranh tài, trận chung kết đơn nam năm nay là trận chung kết dài nhất lịch sử Roland Garros.

## Sự kiện đặc biệt
Năm nay, Ban tổ chức giải đã tổ chức buổi tri ân Rafael Nadal với thành tích vĩ đại từ năm 2005 đến năm 2022 (14 chức vô địch).
Bên cạnh đó, giải năm nay còn là nơi khép lại hành trình 23 năm của tay vợt chủ nhà Richard Gasquet tại các giải đấu chuyên nghiệp, khi anh thua 3–6, 0–6, 4–6 trước Sinner ở vòng 2.

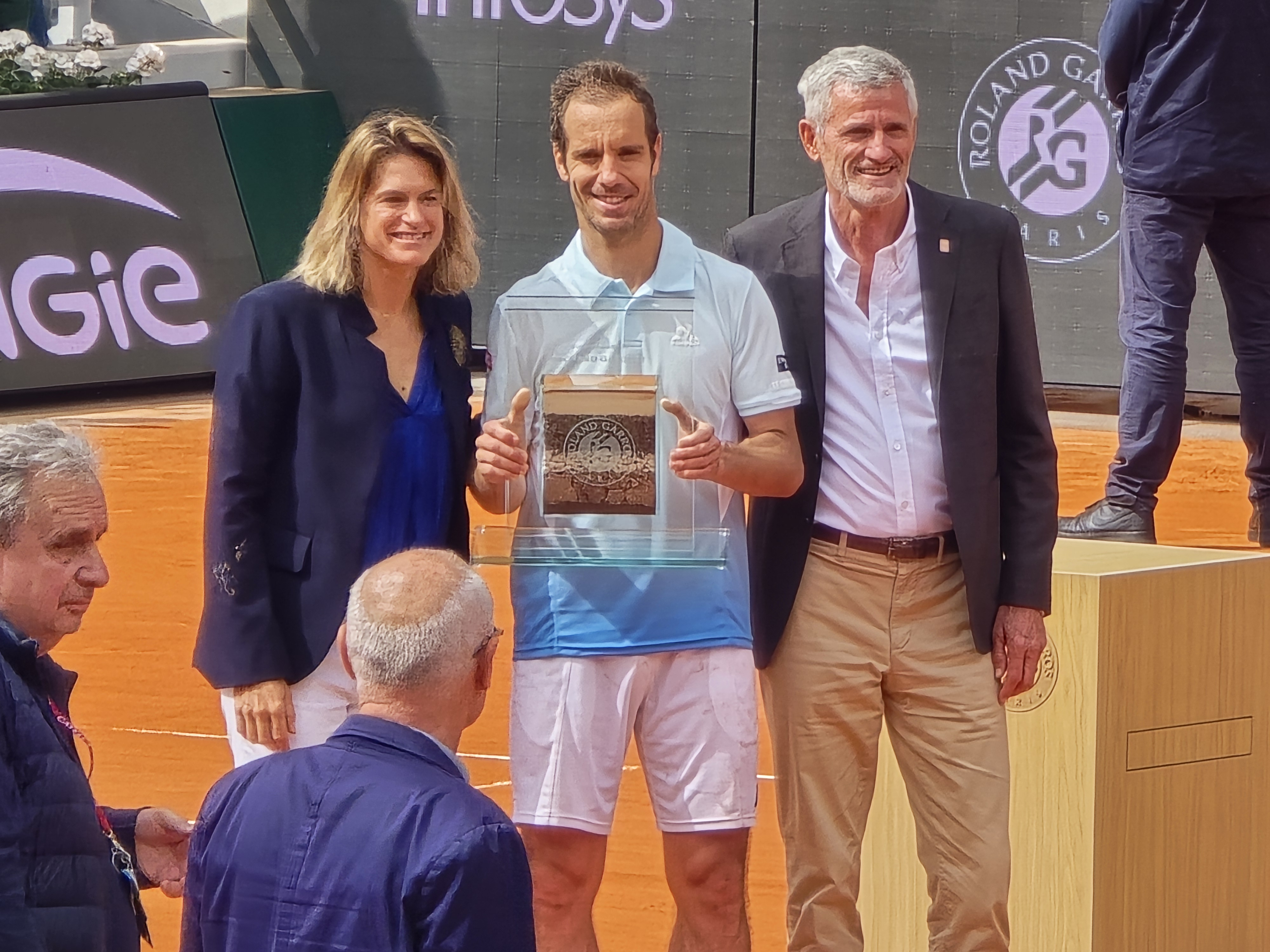
Richard Gasquet nhận cúp kỷ niệm trong buổi lễ vinh danh sự nghiệp tại Pháp Mở rộng 2025.

## Nội dung đơn

### Đơn nam
| Đơn nam                     | Đơn nam                          | Đơn nam                         | Đơn nam                    |
| Vô địch                     | Vô địch                          | Á quân                          | Á quân                     |
| --------------------------- | -------------------------------- | ------------------------------- | -------------------------- |
| Carlos Alcaraz [2]          | Carlos Alcaraz [2]               | Jannik Sinner [1]               | Jannik Sinner [1]          |
| Thua bán kết                |                                  |                                 |                            |
| Novak Djokovic [6]          | Novak Djokovic [6]               | Lorenzo Musetti [8]             | Lorenzo Musetti [8]        |
| Thua tứ kết                 |                                  |                                 |                            |
| Alexander Bublik            | Alexander Zverev [3]             | Frances Tiafoe [15]             | Tommy Paul [12]            |
| Thua vòng 4                 |                                  |                                 |                            |
| Andrey Rublev [17]          | Jack Draper [5]                  | Tallon Griekspoor               | Cameron Norrie             |
| Holger Rune [10]            | Daniel Altmaier                  | Alexei Popyrin [25]             | Ben Shelton [13]           |
| Thua vòng 3                 |                                  |                                 |                            |
| Jiří Lehečka                | Arthur Fils [14]                 | Henrique Rocha (Q)              | João Fonseca               |
| Flavio Cobolli              | Ethan Quinn (Q)                  | Jacob Fearnley                  | Filip Misolic (Q)          |
| Mariano Navone              | Quentin Halys                    | Sebastian Korda [23]            | Hamad Medjedovic           |
| Nuno Borges                 | Karen Khachanov [24]             | Matteo Gigante (Q)              | Damir Džumhur              |
| Thua vòng 2                 |                                  |                                 |                            |
| Richard Gasquet (WC)        | Alejandro Davidovich Fokina [26] | Adam Walton                     | Jaume Munar                |
| Alex de Minaur [9]          | Jakub Menšík [19]                | Pierre-Hugues Herbert (WC)      | Gaël Monfils               |
| Jesper de Jong              | Matteo Arnaldi                   | Gabriel Diallo                  | Alexander Shevchenko (LL)  |
| Federico Agustín Gómez (LL) | Ugo Humbert [22]                 | Denis Shapovalov [27]           | Corentin Moutet            |
| Daniel Elahi Galán (LL)     | Reilly Opelka (PR)               | Miomir Kecmanović               | Emilio Nava (WC)           |
| Pablo Carreño Busta         | Jenson Brooksby (PR)             | Juan Manuel Cerúndolo (Q)       | Vít Kopřiva                |
| Casper Ruud [7]             | Alejandro Tabilo                 | Sebastian Ofner (PR)            | Márton Fucsovics           |
| Hugo Gaston                 | Stefanos Tsitsipas [20]          | Giovanni Mpetshi Perricard [31] | Fábián Marozsán            |
| Thua vòng 1                 |                                  |                                 |                            |
| Arthur Rinderknech          | Térence Atmane (WC)              | Jordan Thompson                 | Pablo Llamas Ruiz (Q)      |
| Lloyd Harris (Q)            | Maximilian Marterer (Q)          | Camilo Ugo Carabelli            | Nicolás Jarry              |
| Laslo Djere                 | James Duckworth                  | Nikoloz Basilashvili (Q)        | Alexandre Müller           |
| Hubert Hurkacz [30]         | Benjamin Bonzi                   | Hugo Dellien                    | Mattia Bellucci            |
| Learner Tien                | Francesco Passaro                | Marin Čilić (LL)                | Félix Auger-Aliassime [29] |
| Francisco Cerúndolo [18]    | Marcos Giron                     | Dušan Lajović                   | Grigor Dimitrov [16]       |
| Daniil Medvedev [11]        | Aleksandar Kovacevic             | Stan Wawrinka (WC)              | Christopher O'Connell      |
| Pedro Martínez              | Bu Yunchaokete                   | Clément Tabur (Q)               | Mackenzie McDonald         |
| Yannick Hanfmann (Q)        | Valentin Royer (WC)              | Rinky Hijikata                  | Brandon Nakashima [28]     |
| Tomáš Macháč [21]           | Sebastián Báez                   | Botic van de Zandschulp         | Roberto Bautista Agut      |
| Roman Safiullin             | Francisco Comesaña               | Jaime Faria                     | Luciano Darderi            |
| Alex Michelsen [32]         | Kamil Majchrzak                  | Thiago Monteiro                 | Taylor Fritz [4]           |
| Albert Ramos Viñolas (Q)    | Kyrian Jacquet (Q)               | Arthur Cazaux (WC)              | Yoshihito Nishioka         |
| Aleksandar Vukic            | Jan-Lennard Struff               | Tristan Schoolkate (WC)         | Elmer Møller (LL)          |
| Lorenzo Sonego              | Ugo Blanchet (Q)                 | Benjamin Hassan (Q)             | Tomás Martín Etcheverry    |
| Zizou Bergs                 | Thiago Agustín Tirante (LL)      | Luca Nardi                      | Giulio Zeppieri (Q)        |

### Đơn nữ
| Đơn nữ                    | Đơn nữ                  | Đơn nữ                             | Đơn nữ                     |
| Vô địch                   | Vô địch                 | Á quân                             | Á quân                     |
| ------------------------- | ----------------------- | ---------------------------------- | -------------------------- |
| Coco Gauff [2]            | Coco Gauff [2]          | Aryna Sabalenka [1]                | Aryna Sabalenka [1]        |
| Thua bán kết              |                         |                                    |                            |
| Iga Świątek [5]           | Iga Świątek [5]         | Loïs Boisson (WC)                  | Loïs Boisson (WC)          |
| Thua tứ kết               |                         |                                    |                            |
| Zheng Qinwen [8]          | Elina Svitolina [13]    | Mirra Andreeva [6]                 | Madison Keys [7]           |
| Thua vòng 4               |                         |                                    |                            |
| Amanda Anisimova [16]     | Liudmila Samsonova [19] | Jasmine Paolini [4]                | Elena Rybakina [12]        |
| Daria Kasatkina [17]      | Jessica Pegula [3]      | Hailey Baptiste                    | Ekaterina Alexandrova [20] |
| Thua vòng 3               |                         |                                    |                            |
| Olga Danilović            | Clara Tauson [22]       | Dayana Yastremska                  | Victoria Mboko (Q)         |
| Yuliia Starodubtseva (LL) | Bernarda Pera           | Jeļena Ostapenko [21]              | Jaqueline Cristian         |
| Yulia Putintseva [32]     | Paula Badosa [10]       | Elsa Jacquemot (WC)                | Markéta Vondroušová        |
| Sofia Kenin [31]          | Jéssica Bouzas Maneiro  | Veronika Kudermetova               | Marie Bouzková             |
| Thua vòng 2               |                         |                                    |                            |
| Jil Teichmann             | Danielle Collins        | Arantxa Rus                        | Viktorija Golubic          |
| Diana Shnaider [11]       | Leyre Romero Gormaz (Q) | Eva Lys                            | Emiliana Arango            |
| Ajla Tomljanović          | Anastasia Potapova      | Donna Vekić [18]                   | Anna Bondár                |
| Iva Jovic (WC)            | Caroline Dolehide       | Sára Bejlek (Q)                    | Emma Raducanu              |
| Ashlyn Krueger            | Joanna Garland (Q)      | Léolia Jeanjean (WC)               | Elena-Gabriela Ruse        |
| Alycia Parks              | Anhelina Kalinina       | Magdalena Fręch [25]               | Ann Li                     |
| Katie Boulter             | Victoria Azarenka       | Nao Hibino (Q)                     | Robin Montgomery           |
| Barbora Krejčíková [15]   | Elisabetta Cocciaretto  | Sonay Kartal                       | Tereza Valentová (Q)       |
| Thua vòng 1               |                         |                                    |                            |
| Kamilla Rakhimova         | Lucrezia Stefanini (Q)  | Jodie Burrage (PR)                 | Leylah Fernandez [27]      |
| Magda Linette             | Camila Osorio           | Petra Kvitová (PR)                 | Nina Stojanović (Q)        |
| Anastasiia Sobolieva (Q)  | Destanee Aiava (WC)     | Tiantsoa Rakotomanga Rajaonah (WC) | Mayar Sherif               |
| Peyton Stearns [28]       | Lulu Sun                | Alexandra Eala                     | Anastasia Pavlyuchenkova   |
| Yuan Yue                  | Maya Joint              | Tamara Korpatsch (Q)               | Linda Nosková [29]         |
| Anna Blinkova             | Caroline Garcia         | Laura Siegemund                    | Zeynep Sönmez              |
| Julia Riera (Q)           | Renata Zarazúa          | Greet Minnen                       | Polina Kudermetova         |
| Marta Kostyuk [26]        | Kimberly Birrell        | Wang Xinyu                         | Rebecca Šramková           |
| Cristina Bucșa            | Suzan Lamens            | Katie Volynets                     | Solana Sierra (Q)          |
| Kateřina Siniaková        | Irina-Camelia Begu      | McCartney Kessler                  | Naomi Osaka                |
| Karolína Muchová [14]     | Maria Sakkari           | Elina Avanesyan                    | Elise Mertens [24]         |
| Ons Jabeur                | Oksana Selekhmeteva (Q) | María Lourdes Carlé (Q)            | Anca Todoni                |
| Daria Saville (Q)         | Carole Monnet (Q)       | Yanina Wickmayer (PR)              | Varvara Gracheva           |
| Beatriz Haddad Maia [23]  | Moyuka Uchijima         | Diane Parry (WC)                   | Emma Navarro [9]           |
| Tatjana Maria             | Viktoriya Tomova        | Taylor Townsend (LL)               | Lucia Bronzetti            |
| Anna Kalinskaya [30]      | Erika Andreeva          | Chloé Paquet (WC)                  | Olivia Gadecki             |

## Các nhà vô địch
| Nội dung           | Vô địch                              | Tỷ số                                   | Á quân                              |
| ------------------ | ------------------------------------ | --------------------------------------- | ----------------------------------- |
| Đơn nam            | Carlos Alcaraz                       | 4–6, 6–7(4–7), 6–4, 7–6(7–3), 7–6(10–2) | Jannik Sinner                       |
| Đơn nữ             | Coco Gauff                           | 6–7(5–7), 6–2, 6–4                      | Aryna Sabalenka                     |
| Đôi nam            | Marcel Granollers / Horacio Zeballos | 6–0, 6–7(5–7), 7–5                      | Joe Salisbury / Neal Skupski        |
| Đôi nữ             | Sara Errani / Jasmine Paolini        | 6–4, 2–6, 6–1                           | Anna Danilina / Aleksandra Krunić   |
| Đôi nam nữ         | Sara Errani / Andrea Vavassori       | 6–4, 6–2                                | Taylor Townsend / Evan King         |
| Đơn nam xe lăn     | Tokito Oda                           | 6–4, 7–6(8–6)                           | Alfie Hewett                        |
| Đơn nữ xe lăn      | Yui Kamiji                           | 6–2, 6–2                                | Aniek van Koot                      |
| Đơn xe lăn quad    | Guy Sasson                           | 6–4, 7–5                                | Niels Vink                          |
| Đôi nam xe lăn     | Alfie Hewett / Gordon Reid           | 6–4, 1–6, [10–7]                        | Stéphane Houdet / Tokito Oda        |
| Đôi nữ xe lăn      | Yui Kamiji / Kgothatso Montjane      | 4–6, 7–5, [10–7]                        | Li Xiaohui / Wang Ziying            |
| Đôi xe lăn quad    | Guy Sasson / Niels Vink              | 6–3, 6–4                                | Ahmet Kaplan / Donald Ramphadi      |
| Đơn nam trẻ        | Niels McDonald                       | 6–7(5–7) 6–0, 6–3                       | Max Schönhaus                       |
| Đơn nữ trẻ         | Lilli Tagger                         | 6–2, 6–0                                | Hannah Klugman                      |
| Đôi nam trẻ        | Oskari Paldanius / Alan Ważny        | 6–2, 6–3                                | Noah Johnston / Benjamin Willwerth  |
| Đôi nữ trẻ         | Eva Bennemann / Sonja Zhenikhova     | 4–6, 6–4, [10–8]                        | Alena Kovačková / Jana Kovačková    |
| Đơn nam trẻ xe lăn | Maximilian Taucher                   | 6–2, 7–6(7–3)                           | Charlie Cooper                      |
| Đơn nữ trẻ xe lăn  | Vitória Miranda                      | 6–3, 6–2                                | Sabina Czauz                        |
| Đôi nam trẻ xe lăn | Charlie Cooper / Maximilian Taucher  | 6–4, 6–0                                | Luiz Calixto / Alexander Lantermann |
| Đôi nữ trẻ xe lăn  | Luna Gryp / Vitória Miranda          | 6–3, 6–2                                | Sabina Czauz / Emma Gjerseth        |

## Điểm thưởng và tiền thưởng

### Phân bố điểm
Dưới đây là bảng phân bố điểm cho mỗi thành tích đạt được của các tay vợt.

#### Chuyên nghiệp
| Nội dung | Vô địch | Á quân | Bán kết | Tứ kết | R16 | R32 | R64 | R128 | Q  | Q3 | Q2 | Q1 |
| Đơn nam  | 2000    | 1300   | 800     | 400    | 200 | 100 | 50  | 10   | 30 | 16 | 8  | 0  |
| Đôi nam  | 2000    | 1200   | 720     | 360    | 180 | 90  | 0   | –    | –  | –  | –  | –  |
| Đơn nữ   | 2000    | 1300   | 780     | 430    | 240 | 130 | 70  | 10   | 40 | 30 | 20 | 2  |
| Đôi nữ   | 2000    | 1300   | 780     | 430    | 240 | 130 | 10  | –    | –  | –  | –  | –  |

#### Xe lăn
| Nội dung | Vô địch | Á quân | Bán kết | Tứ kết | R16 |
| Đơn      | 800     | 500    | 375     | 200    | 100 |
| Đôi      | 800     | 500    | 375     | 100    | N/A |
| Đơn quad | 800     | 500    | 375     | 200    | 100 |
| Đôi quad | 800     | 500    | 375     | 100    | N/A |

#### Trẻ
| Nội dung    | Vô địch | Á quân | Bán kết | Tứ kết | R16 | R32 | Q  | Q3 |
| Đơn nam trẻ | 1000    | 700    | 490     | 300    | 180 | 90  | 25 | 20 |
| Đôi nam trẻ | 1000    | 700    | 490     | 300    | 180 | 90  | 25 | 20 |
| Đơn nữ trẻ  | 750     | 525    | 367     | 225    | 135 | –   | –  | –  |
| Đôi nữ trẻ  | 750     | 525    | 367     | 225    | 135 | –   | –  | –  |

### Tiền thưởng
Tổng tiền thưởng năm nay là 56,352 triệu Euro, tăng 5,21% so với năm ngoái.
Đơn vị tính: Euro
| Nội dung         | Vô địch   | Á quân    | Bán kết | Tứ kết  | R16     | R32     | R64     | R128   | Q3     | Q2     | Q1     |
| Đơn              | 2.550.000 | 1.275.000 | 690.000 | 440.000 | 265.000 | 168.000 | 117.000 | 78.000 | 43.000 | 29.500 | 21.000 |
| Đôi1             | 590.000   | 295.000   | 148.000 | 80.000  | 43.500  | 27.500  | 17.500  | –      | –      | –      | –      |
| Đôi nam nữ1      | 122.000   | 61.000    | 31.000  | 17.500  | 10.000  | 5000    | –       | –      | –      | –      | –      |
| Đơn xe lăn       | 63.900    | 31.950    | 20.600  | 12.360  | 8750    | –       | –       | –      | –      | –      | –      |
| Đôi xe lăn1      | 21.650    | 11.350    | 8250    | 5150    | –       | –       | –       | –      | –      | –      | –      |
| Đơn xe lăn quad  | 62.000    | 31.000    | 20.000  | 12.000  | –       | –       | –       | –      | –      | –      | –      |
| Đôi xe lăn quad1 | 21.000    | 11.000    | 8000    | –       | –       | –       | –       | –      | –      | –      | –      |

- 1 Tiền thưởng ở nội dung đôi được chia cho mỗi đội.